# 森訥湖
51°52′26″N 8°40′1″E / 51.87389°N 8.66694°E

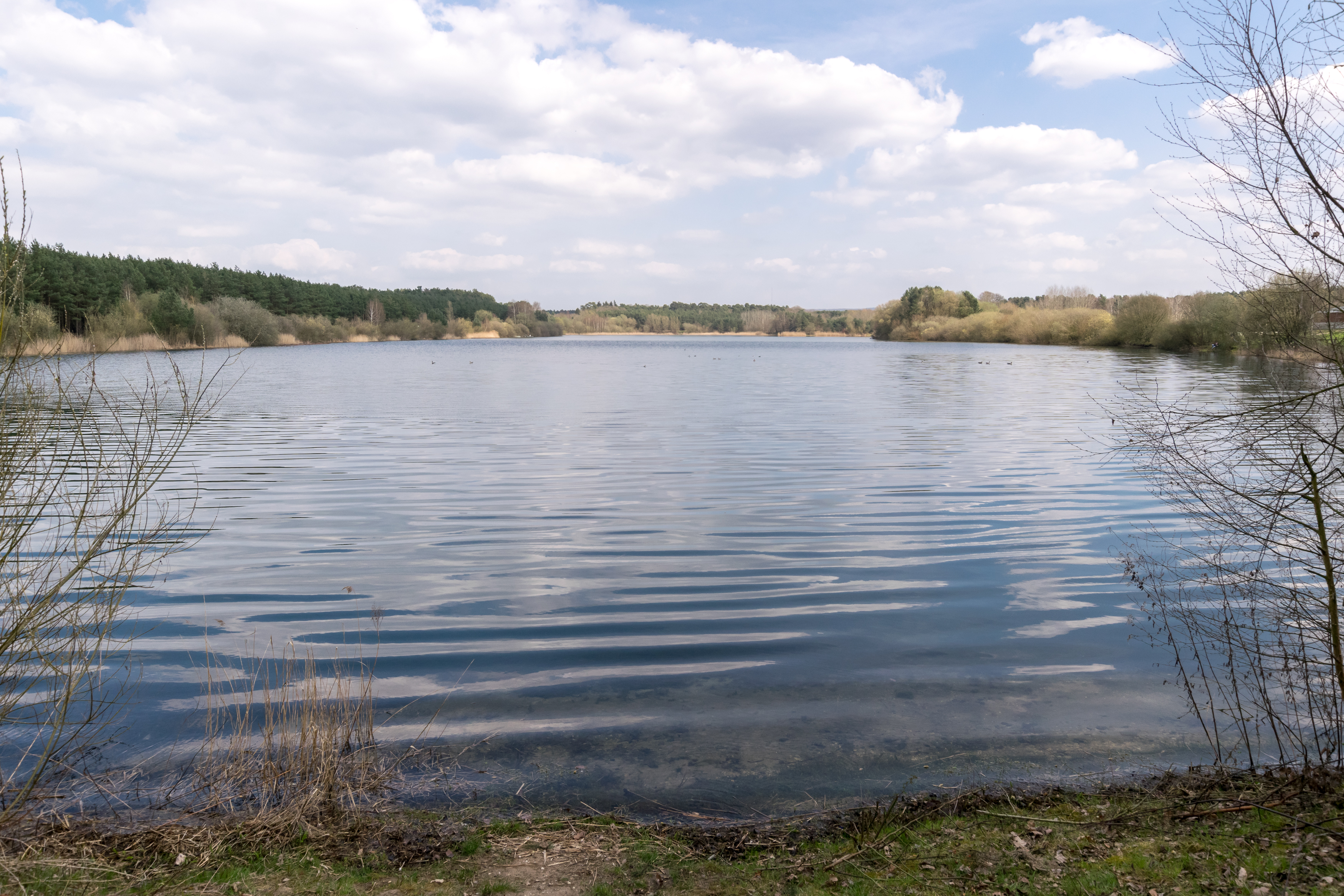

森訥湖（德語：Sennesee），是德國的湖泊，位於該國西部，由北萊茵-威斯特法倫州負責管轄，處於施洛斯霍爾特-施圖肯布羅克，長0.8公里、寬0.2公里，面積0.14平方公里，海拔高度122米，最大水深21米。